# Elizabeth Siddal
Elizabeth Eleanor Siddal Rossetti (25 de juliol de 1829 - 11 de febrer de 1862) va ser una poeta, artista i model anglesa, retratada sovint pels artistes de la germandat Prerafaelita i especialment pel seu espòs, el pintor Dante Gabriel Rossetti.

## Primers anys de vida
Anomenada familiarment Lizzie, va néixer el 25 de juliol de 1829 al número 7 de Charles Street, Hatton Garden. El seu pare va ser Charles Crooke Siddall, que afirmava que la seva família descendia de la noblesa, i Eleanor Evans.
En l'època en què Elizabeth va néixer, la família tenia una situació benestant, ja que el seu pare tenia el seu propi negoci. Al voltant de 1831, els Siddall es van mudar al municipi de Southwark, al sud de Londres, una zona menys saludable que Hatton Garden. Allí, a Southwark, van néixer la resta dels seus germans: Lydia (a la qual Lizzie era particularment propera), Maria, Clara, James i Henry. Encara que no existeix constància que hagi assistit a l'escola, Lizzie sabia llegir i escriure, probablement perquè els seus pares li van ensenyar. Va desenvolupar un amor per la poesia a una edat primerenca, després de descobrir un poema d'Alfred Tennyson en un tros de paper de periòdic que havia estat utilitzat per embolicar una porció de mantega; aquest descobriment va inspirar Lizzie per començar a escriure.

## Model dels prerafaelites

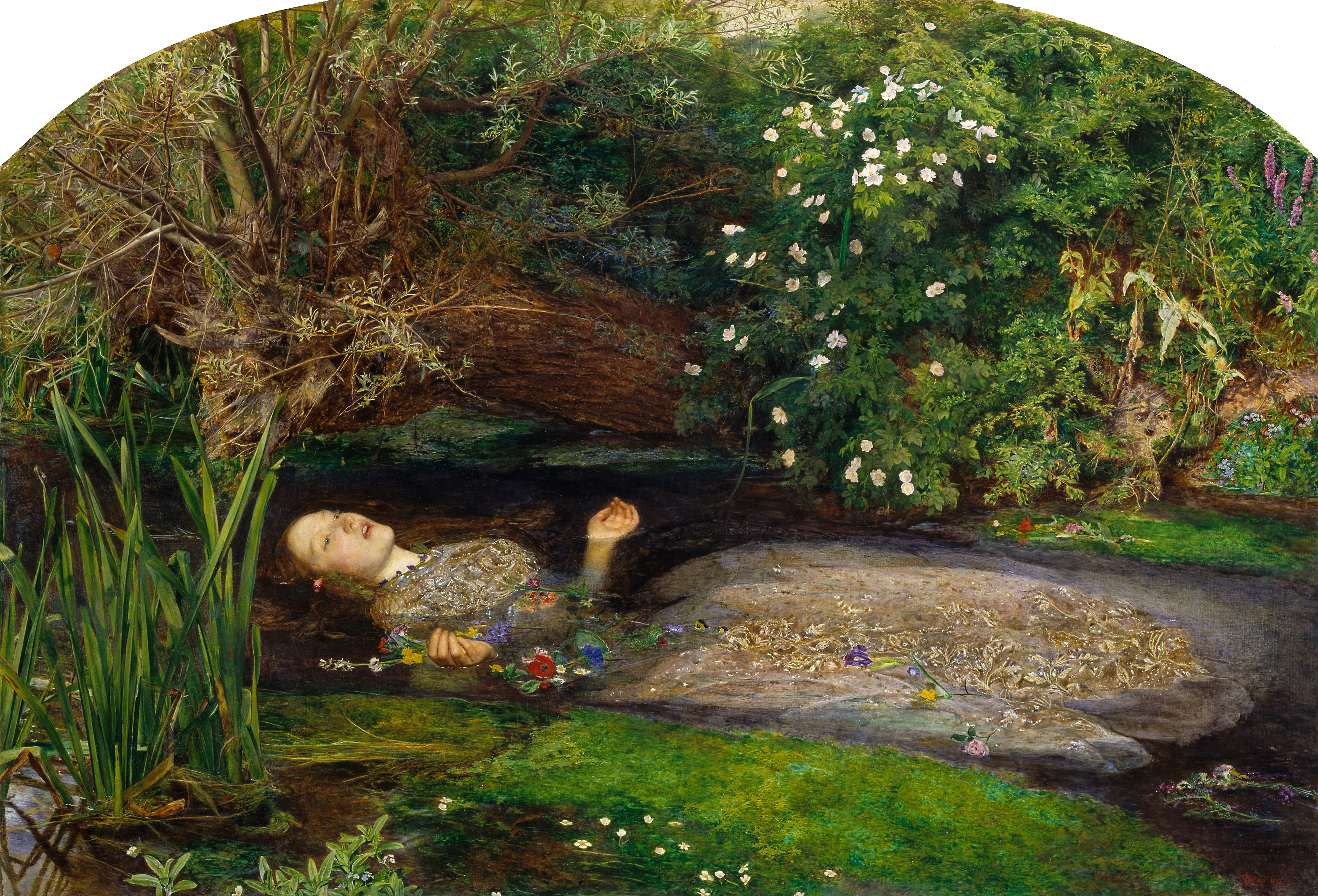
Elizabeth Siddal va ser la model de l'Ofèlia de John Everett Millais

Siddal, que originàriament s'escrivia Siddall (va ser Rossetti qui va eliminar la segona "l"), va ser descoberta per Walter Deverell el 1849 mentre treballava com a modista de barrets a Cranbourne Alley, Londres. Ni ella ni la seva família tenien aspiracions o interessos artístics. Va ser emprada com a model per Deverell i mitjançant aquest va ser presentada als prerafaelites. Els seus vint anys, el seu cos alt i prim i el seu cabell rogenc la van convertir en una de les primeres atractives models prerafaelites. William Michael Rossetti, el seu cunyat, la va descriure com "la criatura més bella amb un aire entre la dignitat i la dolçor amb alguna cosa que supera la modesta autoestima i participant d'una desdenyosa reserva; alta, formada finament amb un llarg coll i característiques regulars, encara que una mica poc comunes, ulls blau-verdosos poc brillants, grans parpelles perfectes, brillant pell i un esplèndid, pesat i abundant cabell entre rogenc i daurat".
L'inici del Lizzie com a model va ser extremadament plaent pel que podria haver estat un món sòrdid. Al principi de la seva carrera com a model, se li permetia seguir treballant a la barreteria de la senyora Tozer's a mitja jornada, assegurant-se així un salari regular fins i tot si el treball de model no funcionava. Aquesta era una oportunitat inusual per a una dona del seu temps.
Mentre posava per al quadre Ofèlia de John Everett Millais (1852), Siddal surava en una banyera plena d'aigua per representar l'ofegament d'Ofèlia. Millais la va pintar diàriament durant l'hivern. Va posar espelmes sota la banyera per escalfar una mica l'aigua. En una ocasió, les espelmes es van apagar i l'aigua es va tornar lentament gelada. Millais estava tan concentrat en la seva pintura que no ho va notar i Siddal no es va queixar. Després d'aquesta sessió, ella es va emmalaltir greument de pneumònia, o tal vegada d'un refredat. El seu pare creia que Millais era responsable i el va forçar a pagar una indemnització per pagar al doctor. Es va pensar que sofria de tuberculosi, però alguns historiadors actualment creuen que és més probable que hagi estat un malestar intestinal. Uns altres han suggerit que podria ser anorèctica, mentre uns altres atribueixen la seva pobra salut a una addicció al làudan o una combinació d'aliments.
Elizabeth Siddal va ser la principal musa de Dante Gabriel Rossetti en la major part de la seva joventut. Després de conèixer-la, la va pintar constantment, excloent així gairebé totes les altres models i evitant que ella fes de model per als altres prerafaelites. Uns dibuixos i pintures que van culminar amb el de la Beata Beatriu, pintada el 1863, un any després de la mort d'Elizabeth. Ella havia estat la model d'aquest quadre, que mostra la Beatriu de Dante Alighieri orant.

## En drama i ficció
La novel·la de misteri de Fiona Mountain de l'any 2002, Pàl·lida com la mort, centra un misteri genealògic al voltant dels descendents d'Elizabeth Siddal i Dante Gabriel Rossetti. En la novel·la, la filla nounada de la parella no estava morta, sinó que va ser robada per la família del doctor, que estava enamorat d'Elizabeth. Les malalties misterioses d'Elizabeth són explicades com un defecte genètic del cor, que són heretades per la seva rebesneta Bethany, una jove model per a fotògrafs que s'inspiren en les pintures prerafaelites.
Mollie Hardwick (l'autora d'A dalt i a baix) va escriure una novel·la de misteri titulada La donzella somiadora, el 1990. L'argument se centra en Dauren Fairweather, una antiquària que està encantada per haver trobat un petit oli que creu que va ser pintat per Elizabeth Siddal. Però després se sorprèn quan troba el cos d'una jove, surant morta en un estany. L'escena de mort imita la pintura Ofèlia de Millais, per a la qual Elizabeth va posar. Dauren s'entusiasma tant per la coincidència i el misteri que ignora el consell del seu marit, Rodney, que l'adverteix que la història de Rossetti i Siddal estava plena d'infelicitat. Ell sent que involucrar-se en aquest misteri els portarà problemes i perills. Però Dauren ràpidament s'obsessiona amb la saga Rossetti/Siddal i comença a fer nous i interessants amics. No pot veure el parany que està llest per atrapar-la.
La relació de Rossetti amb Siddal va ser objecte de nombrosos drames de televisió, en particular L'infern de Dante (1967), de Ken Russell, en què ella va ser interpretada per Judith Paris; L'escola d'amor (1975), en què va ser caracteritzada per Patricia Quinn; i Romàntics desesperats (2009), en què va ser interpretada per Amy Manson. En la pel·lícula de 1991 Triar un amor, una part de l'argument es basa en els prerafaelites i en l'apassionada relació que Dante Gabriel Rosetti va mantenir amb la seva dona Elizabeth Siddal.